# Альберто Лопо
Альберто Лопо Гарсія (ісп. Alberto Lopo García; 5 травня 1980, Барселона, Іспанія) — іспанський футболіст, захисник. Після завершення кар'єри — футбольний тренер. Головний тренер «Інтера» (Ескальдес-Енгордань).

## Клубна кар'єра
Народився Лопо в Барселоні. Більшу частину своєї професійної кар'єри провів у місцевому «Еспаньйолі», де починав грати, коли йому було десять років. Незабаром тренери помітили його оборонні навички, і в квітні 1999 року (у вісімнадцять), він дебютував в Ла-Лізі в грі проти «Реал Сарагоса», ставши таким способом першим гравцем, що представляв клуб у всіх вікових категоріях. Його прорив стався під час сезону 2001/02, коли він пропустив тільки п'ять матчів Ла-Ліги, забив свій перший гол у грі проти «Сарагоси», але й отримав свою першу червону картку під час гри проти «Барселони».
Лопо зберігав місце в стартовому складі «Еспаньйола», навіть коли в команді змінилося кілька головних тренерів (Хуанде Рамос, Хав'єр Клементе, Луїс Фернандес і Мігель Анхель Лотина), заживши репутації чудового, але і надмірно грубого захисника. У сезоні 2002/03 він одержав 14 жовтих карток у двадцяти трьох матчах. У наступному сезоні, погодившись продовжити контракт на три роки, він отримав ще 15 жовтих карток і одну червону; у 2004—2006 роках він одержав ще 21 жовту і дві червоні картки, хоча їх кількість дещо зменшувалась в наступних роках.

## Міжнародна кар'єра
У листопаді 2006 року тренер національної збірної Луїс Арагонес обрав Лопо на товариський матч проти збірної Румунії, однак футболіст залишився на лаві запасних.
У грудні 2001 року Лопо дебютував за регіональну збірну Каталонії в грі проти Чилі.